# Ludwig Thoma (Politiker, 1891)
Ludwig Thoma (* 19. April 1891 in Nattenhausen, Landkreis Günzburg; † 15. März 1969) war ein deutscher Landrat und von 1948 bis 1958 Oberbürgermeister von Landsberg am Lech.

## Leben
Nach dem Abitur an einem humanistischen Gymnasium studierte Ludwig Thoma – unterbrochen durch den Kriegsdienst – Rechtswissenschaften. Nach abgelegter erster juristischer Staatsprüfung folgte der Vorbereitungsdienst beim Amtsgericht München und Landgericht München I sowie beim Bezirksamt München. Das zweite juristische Staatsexamen (früher Staatskonkurs) absolvierte er 1921 und kam als juristischer Hilfsarbeiter in eine Anwaltskanzlei und anschließend zur Regierung von Schwaben. 1925 war er Bezirksamtmann in Kötzting und später in Memmingen, wo er vom 29. April bis zum 16. Juni 1932 vertretungsweise die Amtsgeschäfte leitete.
Im März 1937 zum Regierungsrat ernannt, trat er zum 1. Mai 1937 in die NSDAP ein, und wurde auch Mitglied der SA, wo er Hauptsturmführer (Rang eines Hauptmanns) war. Am 28. August 1937 kam er als Bezirksamtsvorstand (ab 1939 Landrat) zum Bezirksamt Schongau (ab 1939 Landkreis Schongau). Vom 5. Juli 1940 bis zum 21. Mai 1942 leistete er Kriegsdienst, wurde verwundet und längere Zeit in einem Lazarett behandelt. Von Oktober 1942 bis März 1943 leitete er vertretungsweise die Geschäfte des Landrats in Landsberg am Lech, ab Dez. 1943 war er Militärverwaltungsrat in Italien bis zu seiner Entlassung 1945.
Im anschließenden Entnazifizierungsverfahren am 4. Februar 1947 durch die Spruchkammer Schongau wurde er als „minderbelastet“ eingestuft und im April 1948 durch die Berufungskammer München als „entlastet“ beurteilt.
Thoma war von 1948 bis 1958 Oberbürgermeister der Stadt Landsberg am Lech. In seine Amtszeit fällt der Umgang mit den Displaced Persons und den Heimatvertriebenen in Landsberg, wie auch der Bau einer großen Anzahl von Wohnungen für die vielen kriegsbedingten Flüchtlinge. Die Einwohnerzahl in der Stadt Landsberg hatte sich nach dem Krieg erheblich vergrößert. Auch die jüdischen Überlebenden des um Landsberg und Kaufering liegenden KZ-Außenlagerkomplexes Kaufering versorgte er mit Wohnraum und Lebensmitteln.
Ludwig Thoma fand seine letzte Ruhestätte, ein Ehrengrab der Stadt Landsberg, auf dem Stadtfriedhof (Alter Friedhof) in Landsberg.
Nach ihm wurde später in Landsberg die Oberbürgermeister-Thoma-Straße benannt.

## Ehrungen
- 1956: Verdienstkreuz 1. Klasse der Bundesrepublik Deutschland[3]